# Natura morta con frutta
Natura morta con frutta è un dipinto in olio su tela (105x84 cm) attribuito al pittore italiano Caravaggio. È custodito nel Denver Art Museum.

## Descrizione e stile
Il dipinto è stato diversamente datato dal 1601 al 1605 (lo studioso di Caravaggio John T. Spike preferisce la seconda data nel suo studio del 1996 dell'artista). Il dipinto mostra un cesto di frutta e altri frutti affettati che giacciono su una tavola di pietra, colti nella tipica forte tecnica del Caravaggio della luce che cade a sinistra, "come se attraverso un buco del soffitto". Gran parte dello spazio è occupato da grossi meloni, zucche e piccoli zucchini, da un'anguria e un melone affettato che mostra le interiora.
È ricordato per la prima volta nelle collezioni del cardinale Antonio Barberini nel 1671 e attribuito "alla mano" dell'artista; come vi sia pervenuto è oggetto di discussione, ma Barberini è noto per aver acquistato parte della sua collezione alla morte del cardinale Francesco Maria del Monte, primo protettore di Caravaggio, quando il cardinale morì nel 1627.
Un'altra possibilità è che nel 1644 il cardinale Antonio Barberini abbia ereditato la Natura morta con frutta da suo zio, Papa Urbano VIII, che era il più grande protettore del Barocco romano e un avido collezionista d'arte. È documentato che, nel 1603, quando era ancora cardinale, Urbano VIII abbia acquistato un certo numero di dipinti direttamente da Caravaggio. La Natura morta con frutta avrebbe potuto essere senza dubbio uno di questi in quanto presenta le stesse dimensioni del Sacrificio di Isacco ora agli Uffizi, che è conosciuto per aver fatto parte di questo gruppo di tele e che si data nello stesso periodo della carriera di Caravaggio.